# Life FUN!
『Life FUN!』（ライフ ファン）は、BSJapanextにて2022年（令和4年）3月28日から2023年7月2日までの間、火曜日から日曜日の21:00 - 22:00（JST）に放送されていたテレビ番組放送枠。2023年7月の改編で放送枠としては事実上終了したとみられる。

## 概要
『Life FUN!』放送枠は、BSJapanext開局とともに設けられ、当初は毎日21時台に日替わりの60分番組を放送する7番組体制だった（途中からは6番組。後述）。
『タレントの「やりたいこと」を一緒に、一から企画・製作を行い、出演者のリアルな姿を伝える』を共通のコンセプトとしており、各番組のメイン出演者が企画段階から関わっているのが本枠最大の特徴となっている。
開始当初は字幕放送を行っていなかった。数ヶ月後からは徐々に導入されたものの、殆どの場合は字幕制作が本放送までには間に合わず、リピート放送のみ字幕付きであった。
2023年7月の改編で21時台はゴルフ関連番組のみを放送する『9じゴル』にリニューアルされ 、『Life FUN!』の番組はゴルフ1番組が放送日時を変えず新放送枠へと編入し、他の番組は終了や枠移動を余儀なくされた。これを機に放送局公式サイトからも『Life FUN!』に関する記述が無くなったことから、放送枠としては事実上終了したものとみられる。なお『Life FUN!』の番組はいずれも開局期に開始され、改編により途中から新番組が加わることは一度もなかった。

### 放送曜日の変遷
同枠の放送曜日は、編成都合により度々変更されている
- 2022年3月 - 開局。月曜日から日曜日までの全曜日 ・21時台に放送開始（7番組体制）
- 同年7月 - 土曜日21時台の放送枠が韓国ドラマ枠に変更されたため、1番組が暫定的に日曜日19時台へと移動。他の曜日に変更はなく、土曜日のみ放送なし・日曜日2番組の変則日程での放送となる（7番組体制を維持）。
- 同年9月 - 日曜日19時台の番組（旧土曜日枠）が番組終了し、同時に放送枠も廃止。翌月から6番組体制に縮小となった。
- 2023年1月 - 月曜日の放送枠がゴルフ関連番組枠に変更されたため、1番組が土曜日21時台に移動。なお前述の韓国ドラマ枠の放送時刻を前倒しして21時台の枠を確保した（6番組体制を維持）。
- 2023年6月 - 月末をもって2番組が終了。7月からは21時台に毎日ゴルフ番組を放送する『9じゴル』枠が開始されたのに伴い、放送枠としては事実上終了したとみられる[注 3][2]。なお継続される4番組のうちゴルフ番組1つは『9じゴル』枠に編入[3]、残る3番組は隣接する22時台の30分番組枠『Connects LOVE!』を整理した上で枠移動（1時間後ろ倒し）された。
- 2023年12月 - 年末をもって1番組が終了。2024年1月時点で存続する番組は『9時ゴル』に編入された1番組を含めても3番組と当初の半分以下へと減少。

|                             | 月                         | 火                                         | 水                                   | 木                                | 金                                      | 土                          | 暫定枠 （日曜19時） | 日                                    |
| --------------------------- | -------------------------- | ------------------------------------------ | ------------------------------------ | --------------------------------- | --------------------------------------- | --------------------------- | ------------------- | ------------------------------------- |
| 2022年3月-                  | 西川貴教の バーチャル 知事 | 高橋みなみの そこそこさんぽ ↓ （番組終了） | 福澤朗の 本であそぶ。 ↓ （番組終了） | 今井了介 の おとめし ↓ （枠移動） | 国分太一の ザ クラフツメン ↓ （枠移動） | 山内ゴルフ                  | 通販番組枠          | 蛍原徹の 真剣 ゴルフ部！ ホトオープン |
| 7月-                        | 西川貴教の バーチャル 知事 | 高橋みなみの そこそこさんぽ ↓ （番組終了） | 福澤朗の 本であそぶ。 ↓ （番組終了） | 今井了介 の おとめし ↓ （枠移動） | 国分太一の ザ クラフツメン ↓ （枠移動） | 韓国ドラマ枠                | 山内ゴルフ          | 蛍原徹の 真剣 ゴルフ部！ ホトオープン |
| 10月-                       | 西川貴教の バーチャル 知事 | 高橋みなみの そこそこさんぽ ↓ （番組終了） | 福澤朗の 本であそぶ。 ↓ （番組終了） | 今井了介 の おとめし ↓ （枠移動） | 国分太一の ザ クラフツメン ↓ （枠移動） | 韓国ドラマ枠                | 通販番組等          | 蛍原徹の 真剣 ゴルフ部！ ホトオープン |
| 2023年1月-                  | 米プロゴルフ 速報番組      | 高橋みなみの そこそこさんぽ ↓ （番組終了） | 福澤朗の 本であそぶ。 ↓ （番組終了） | 今井了介 の おとめし ↓ （枠移動） | 国分太一の ザ クラフツメン ↓ （枠移動） | バーチャル知事 （枠移動）   | 通販番組等          | 蛍原徹の 真剣 ゴルフ部！ ホトオープン |
| 4月-                        | 米プロゴルフ 速報番組      | 高橋みなみの そこそこさんぽ ↓ （番組終了） | 福澤朗の 本であそぶ。 ↓ （番組終了） | 今井了介 の おとめし ↓ （枠移動） | 国分太一の ザ クラフツメン ↓ （枠移動） | バーチャル知事 （枠移動）   | 通販番組等          | 蛍原徹の 真剣 ゴルフ部！ ホトオープン |
| 再編後（『9じゴル』枠開始） |                            |                                            |                                      |                                   |                                         |                             |                     |                                       |
| 7月 -                       | 速報番組 （編入）          | [新]18H物語                                | （新番組準備中）ホトオープン[再]     | [新]有村の智慧                    | [新]みんなの 飛ばしTV                   | GOLF JOKER （枠移動し編入） |                     | ホトオープン （編入）                 |

※灰・黒枠、斜体は『Life FUN!』枠以外の番組。緑枠は『9時ゴル』枠の番組。スペースの都合上、一部番組名を省略。
|                | 月                                                | 火                                                | 水                                                | 木                                                | 金                                                | 土                        | 日         |
| -------------- | ------------------------------------------------- | ------------------------------------------------- | ------------------------------------------------- | ------------------------------------------------- | ------------------------------------------------- | ------------------------- | ---------- |
| 2023年 6月まで | KURUNE -next music live-                          | （休止枠） 遅れネット番組                         | 浪川＆岡本 ボイコミラボ                           | お茶の間さまの 言うとおり                         | @YUMA HOUSE                                       | （休止枠） 通販番組等     | 旅番組[再] |
| 2023年 6月まで | 通販番組（22:30 - 23:00、一部特別番組の場合あり） | 通販番組（22:30 - 23:00、一部特別番組の場合あり） | 通販番組（22:30 - 23:00、一部特別番組の場合あり） | 通販番組（22:30 - 23:00、一部特別番組の場合あり） | 通販番組（22:30 - 23:00、一部特別番組の場合あり） | ゴルフ中継[再]            | 旅番組[再] |
| 再編後         |                                                   |                                                   |                                                   |                                                   |                                                   |                           |            |
| 7月から        | @YUMA HOUSE                                       | お茶の間さま                                      | [新]Mリーグ No.1への道                            | おとめし （枠移動・12月終了）                     | ザクラフツメン （枠移動）                         | バーチャル知事 （枠移動） | 旅番組[再] |
| 7月から        | ボイコミラボ                                      | KURUNE                                            | [新]Mリーグ No.1への道                            | おとめし （枠移動・12月終了）                     | ザクラフツメン （枠移動）                         | バーチャル知事 （枠移動） | 旅番組[再] |

※青枠は『Connects LOVE!』枠の番組

## 西川貴教のバーチャル知事
『西川貴教の バーチャル知事』（にしかわたかのりの バーチャルちじ）は、BSJapanextにて2022年3月29日より、毎週土曜日 21:00 - 22:00（JST）に放送中のバラエティ番組。

## 国分太一のTHE CRAFTSMEN
『国分太一のTHE CRAFTSMEN』（こくぶんたいちの ザ クラフツメン）は、BSJapanextにて2022年4月1日より2025年まで放送していたバラエティ番組。当初は毎週金曜日 21:00 - 22:00（JST）に放送されていたが、2023年7月からは22:00 - 23:00放送へと1時間後ろ倒しされた。

### 概要
TOKIO・国分太一がプライベートな友人らと車のレストアなど「大人の趣味」に没頭し、人生を豊かに楽しむ様子を追う。国分いわく「番組のターゲットは40代男性」。
番組名は放送初回のみ『国分太一の新番組（仮）』だった。番組名は国分がお気に入りの言葉として紹介した「人生は短か過ぎるが、職人の道は長過ぎる」という英文の引用元となった100年以上前のアメリカの雑誌『The Craftsman』（職人）を複数形にしたもの。
2025年6月20日、ジャパネットは番組の放送中止を決めたが、同年7月3日に「BS10」のホームページで番組の放送終了お知らせを掲載した。。

### ミニコーナー
- ザ・クラフトマンシップ - 高級時計など職人の技巧が凝らされた逸品や名工、歴史を変えた革新的技術などを紹介、解説するVTRコーナー。主に国分が鑑賞する目的で、ジャパネットたかた保有の資料映像などから制作されているという。

### レギュラー出演者
- 国分太一（企画・演出兼任）
- 山ちゃん（アウトドア用品販売会社代表）
- ワカさん（キャンピングカー等の制作会社代表）
- アネゴ（ワカさんの妻）

### エピソード
2023年1月2日に番組初となる特別番組『国分太一のTHE CRAFTSMEN 2時間スペシャル』が放送された。

## 山内鈴蘭のゴルフ アンビシャス!
『山内鈴蘭のゴルフ アンビシャス! 〜目指せ!ティーチングプロ〜』（やまうちすずらんの ゴルフ アンビシャス めざせ ティーチングプロ）は、BSJapanextにて2022年4月2日から9月25日まで放送されていたゴルフバラエティ番組。
番組開始当初は毎週土曜日 21:00 - 22:00（JST）に放送されていたが、同年7月以降は日曜日の19:00 - 20:00の放送となった（後述）。

### 概要
ゴルフを特技とする元アイドル・山内鈴蘭が同競技の指導資格「ティーチングプロ」取得を目指し、プロゴルファーら専門家から実技や指導法を学び成長する過程を追う。
番組はゴルフ場でのラウンドレッスンの様子が主となっている。プロテストの実技試験に向け山内が生徒として専門家から教わる「技術を学ぶ」と、その逆に指導者としての経験を積むため山内が専門家とともに著名人ゲストに教える「ティーチングを学ぶ」の2つのテーマで構成されている。この二つは一度のロケで行われ、通常4週に分けて放送される。
また、受験に向けた山内の日々の取り組みやプロテストの過程にも密着しショートドキュメントとして伝える。

#### テレビショッピング
番組終盤に15分間、放送局設立母体で番組スポンサーの「ジャパネットたかた」によるテレビショッピング枠（別撮り、スタジオ）が設けられている。主にゴルフ関連商品が販売されるが、商品が本編内で使用されるなどのプロダクトプレイスメント広告は見られない。

#### 番組の放送日時変遷と放送終了
当番組は2022年4月の番組開始当初、土曜日 21:00 - 22:00に放送されていた。これはBSJapanextの開局と同時に設けられた毎日21時台の番組放送枠「Life FUN!」の7番組のうちのひとつとして始まったためである。
しかし、開局わずか約3ヶ月後となる同年7月第2週からは、同局の編成方針転換により土曜日のゴールデン・プライムタイム（19:00 - 23:00）が丸々韓国ドラマ放送枠に変更された。この影響で「ゴルフアンビシャス」は枠移動を余儀なくされたが、当然ながら全ての曜日とも21時台は「Life FUN!」枠の他番組で埋まっていたため、暫定的に当時通販枠だった日曜 19:00 - 20:00へと移転した。そしてその3ヶ月後、上半期末となる9月25日放送分の第25回をもって番組終了となった。
なお、番組終了後の2022年10月から数ヶ月間は、毎週火・木・土曜日の午前5時台に再放送されていた（第1回から最終回までを2周放送）。

### 出演
※初出演順、プロゴルファーは山内を指導、それ以外は山内の生徒役ゲスト
- 山内鈴蘭
- 石井忍プロ（#1 - 4）
- 潮田玲子
- 大西翔太プロ（#5 - 8）
- 神田愛花
- 芹澤信雄プロ（#9 - 12）
- 小椋久美子
- 菅原大地プロ（#13 - 16）
- かとうれいこ
- 高倉胡桃プロ（対談等、#16 - ）
- 関雅史プロ（#17 - ）
- 望月理恵
- 青木瀬令奈プロ

## 高橋みなみのそこそこさんぽ
『高橋みなみのそこそこさんぽ』（たかはしみなみのそこそこさんぽ）は、BSJapanextにて2022年（令和4年）3月29日より、2023年6月27日まで、毎週火曜日 21:00 - 22:00（JST）に放送していたバラエティ番組。略称は「そこさん」。

### 概要
タレント・高橋みなみと、友人のお笑い芸人・クロちゃん（安田大サーカス）によるお散歩番組。『高橋らが街を「ゆったり」「そこそこ」に散歩する』というコンセプトが番組名となっている。通常は1回のロケを2～3週に分けて放送する。なお、クロちゃんは番組内ではディレクター兼カメラマンという設定となっているため、ハンディカメラによる撮影も行う。

### エピソード
- 2022年6月14日の番組放送中に、放送局公式アプリの「リアルタイムコメント」機能（視聴者チャット欄）に、高橋とクロちゃん、落語家・林家三平（前時間帯の旅番組出演）が書き込み視聴者と交流した[11][12]。サプライズだったため局側も把握しておらず、出演者のみ顔写真に変更可能なユーザーアイコンは一般ユーザーと同じイラストだった[13]。

- 2022年8月以降、毎月1回の頻度でBSJapanextのスタジオまたは局舎内（楽屋等）からの生放送が行われている。同年11月以降はゲストとの合流前の高橋・クロちゃんの2人だけで朝活さんぽをする週が設けられている（放送リスト参照）。

- 2022年12月22日より、年末年始に合わせ番組の過去放送回がYouTubeのBSJapanext公式チャンネルにて順次2話ずつ、各2週間の期間限定で配信された[14]。
- 2023年3月、番組公式TikTokアカウントが開設された[15]。

### 放送リスト

#### 2022年
| 回 | 放送日   | ゲスト                                     | お散歩コース          | 備考 |
| -- | -------- | ------------------------------------------ | --------------------- | --- |
| 1  | 3月29日  |                                            | （スタジオ）          | 初回生放送スペシャル |
| 2  | 4月5日   | ビビる大木                                 | 大井町                | |
| 3  | 4月12日  | ビビる大木                                 | 大井町                | |
| 4  | 4月19日  | misono                                     | 本所吾妻橋            | |
| 5  | 4月26日  | misono                                     | 本所吾妻橋            | |
| 6  | 5月3日   | JOY                                        | 神田神保町〜 御茶ノ水 | |
| 7  | 5月10日  | JOY                                        | 神田神保町〜 御茶ノ水 | |
| 8  | 5月17日  | 須賀健太                                   | 浅草〜かっぱ橋        | 今回から神尾晋一郎がナレーターとなる |
| 9  | 5月24日  | 須賀健太                                   | 浅草〜かっぱ橋        | |
| 10 | 5月31日  | 大久保佳代子                               | 早稲田〜高田馬場      | |
| 11 | 6月7日   | 大久保佳代子                               | 早稲田〜高田馬場      | |
| 12 | 6月14日  | ハマ・オカモト                             | 下北沢                | 局公式アプリのチャットに高橋・クロちゃんが初参加（エピソード参照） |
| 13 | 6月21日  | ハマ・オカモト                             | 下北沢                | |
| 14 | 6月28日  | 総集編                                     | 総集編                | |
| 15 | 7月5日   | 総集編                                     | 総集編                | 局公式チャットに高橋・クロちゃんが参加 |
| 16 | 7月12日  | ナヲ（マキシマム ザ ホルモン）             | 八王子                | |
| 17 | 7月19日  | ナヲ（マキシマム ザ ホルモン）             | 八王子                | |
| 18 | 7月26日  | カンニング竹山                             | 高円寺（前編）        | |
| 19 | 8月2日   | -                                          | （T-1スタジオ）       | 生放送スペシャル |
| 20 | 8月9日   | カンニング竹山                             | 高円寺（後編）        | |
| 21 | 8月16日  | 加藤諒                                     | 上野毛〜二子玉川      | |
| 22 | 8月23日  | 加藤諒                                     | 二子玉川              | |
| 23 | 8月30日  | ハラミちゃん                               | 国立                  | |
| 24 | 9月6日   | ハラミちゃん                               | 立川                  | |
| 25 | 9月13日  | ぺこぱ                                     | 中野                  | |
| 26 | 9月20日  | ぺこぱ                                     | 中野                  | |
| 27 | 9月27日  | 総集編                                     | （楽屋）              | 生放送（高橋とクロちゃんが楽屋で寛ぎ総集編映像を同時視聴しながら公式チャットに投稿する様子を映すワイプ部分）                                                                   |
| 28 | 10月4日  | 武田真治、菊池優志（ワンワンニャンニャン） | 逗子                  | 武田は骨折のためロケを欠席（冒頭のテレビ電話のみ出演）。菊池はクロちゃんに急遽手配された後輩芸人で終盤の合流シーンのみ出演。このため大半が高橋とクロちゃんのみでのロケとなった |
| 29 | 10月11日 | 菊池優志（ワンワンニャンニャン）           | 逗子                  | |
| 30 | 10月18日 | 菊池優志（ワンワンニャンニャン）           | 逗子                  | |
| 31 | 10月25日 | なし                                       | （T-1スタジオ）       | 生放送 |
| 32 | 11月1日  | なし                                       | 蔵前                  | 「下見さんぽ」としてゲスト合流前に高橋、クロちゃんのみでロケ |
| 33 | 11月8日  | 本田望結                                   | 蔵前                  | |
| 34 | 11月15日 | 本田望結                                   | 蔵前                  | |
| 35 | 11月22日 | なし                                       | （局舎内休憩室）      | 生放送 |
| 36 | 11月29日 | なし                                       | 池袋                  | ゲスト合流前のロケが「朝活さんぽ」と名称を変えレギュラー化される |
| 37 | 12月6日  | 舟山久美子（くみっきー）                   | 池袋                  | |
| 38 | 12月13日 | 舟山久美子（くみっきー）                   | 〃、板橋区            | |
| 39 | 12月20日 | なし                                       | （T-1スタジオ）       | 生放送 |
| 40 | 12月27日 | 総集編                                     |                       | |

#### 2023年
| 回 | 放送日  | ゲスト               | お散歩コース                 | 備考                                       |
| -- | ------- | -------------------- | ---------------------------- | ------------------------------------------ |
| 41 | 1月10日 | なし                 | 新川〜日本橋                 | BSJapanext局舎からさんぽ開始               |
| 42 | 1月17日 | 土佐兄弟             | 日本橋                       | 土佐兄弟が公式チャットに参加               |
| 43 | 1月24日 | 土佐兄弟             | 日本橋                       | 〃、土佐兄弟の実家を訪問                   |
| 44 | 1月31日 | なし                 | （T-2スタジオ）              | 生放送                                     |
| 45 | 2月7日  | なし                 | 四谷                         |                                            |
| 46 | 2月14日 | 宮下草薙             | 四谷                         | 松村邦洋、まりんか、ロングアイランドが出演 |
| 47 | 2月21日 | 宮下草薙             | 四谷                         |                                            |
| 48 | 2月28日 | なし                 | （T-2スタジオ）              | 生放送。ロングアイランドが出演             |
| 49 | 3月7日  | なし                 | 御徒町                       |                                            |
| 50 | 3月14日 | 武田真治             | 秋葉原                       |                                            |
| 51 | 3月21日 | 武田真治             | 秋葉原                       |                                            |
| 52 | 3月28日 | 神尾晋一郎、菊池優志 | （T-1スタジオ）              | 「あなたと繋がる生放送!祝1周年SP」         |
| 53 | 4月4日  | なし                 | 谷根千（谷中・根津・千駄木） |                                            |
| 54 | 4月11日 | ビビる大木           | 上野                         | 番組初となる2度目のおさんぽゲスト          |
| 55 | 4月18日 | ビビる大木           | 上野                         |                                            |
| 56 | 4月25日 | なし                 | （T-2スタジオ）              | 生放送                                     |
| 54 | 5月2日  | -                    | 総集編                       |                                            |
| 55 | 5月9日  | なし                 | 横浜                         |                                            |
| 56 | 5月16日 | 板野友美             | 横浜                         |                                            |
| 57 | 5月30日 | 板野友美             | 横浜                         | 前週休止のため放送順延                     |
| 58 | 6月6日  | -                    | 総集編                       | 6月いっぱいでの番組終了が発表される        |
| 59 | 6月13日 | なし                 | 北千住                       |                                            |
| 60 | 6月20日 | なし                 | 北千住                       |                                            |
| 61 | 6月27日 | なし                 | 北千住                       | 最終回                                     |

## 福澤朗の本であそぶ。
『福澤朗の本であそぶ。』（ふくざわあきらの ほんであそぶ）は、BSJapanextにて2022年3月30日より2023年6月28日まで、毎週水曜日 21:00 - 22:00（JST）に放送されていた教養番組。

### 概要
フリーアナウンサー・福澤朗と本好きゲストが、ノンジャンルでお薦めの本について語り合い、読書の新たな魅力を発見していく。また、話題の本・雑誌の仕掛人を招きその制作意図などを詳らかにする。

### コーナー
- 本の履歴書 - 番組のメインコーナー。ゲスト著名人が主に人生に影響を与えた本を紹介する（2022年秋の改編頃まで）
- 本日のゲストと本であそぶ - 本の履歴書に代わり開始されたトークコーナー。「人生に影響を与えた本」という縛りがなくなり、ゲストの好きな本や自著、本以外の話題なども多く取り上げられる様になった（2022年秋以降）
- BOOKトピック - 話題の本や気になる本を取り上げ、アシスタントが本の内容をクイズとして福澤に出題する形式で紹介する。クイズ本や雑学本が扱われる。著者ゲストは登場しない。
- 朗読み（あきらよみ） - ゲストのリクエストした本や著書などを福澤が朗読する
- 謎のマガジン - ユニークな雑誌を作る編集者をゲストに招き、その雑誌の魅力や制作意図などを掘り下げる。噂のライターと交互に放送
- 話題のライター - 話題の書籍の著者をゲストに招きその本の魅力などを語る。謎のマガジンの書籍版
- 本屋さんのスペシャリテ - 「書店や出版社に勤める人は誰よりも本好きである」とのコンセプトに基づき、有名書店の店員や出版社社員をゲストに招き、おすすめの本や雑誌を紹介してもらう。（第23回 - ）

### 放送リスト

#### 2022年
| 回 | 放送日   | メインゲスト               | 特集コーナー                                                                                           | アシスタント       | 備考                                                                                      |
| -- | -------- | -------------------------- | --- | ------------------ | ----------------------------------------------------------------------------------------- |
| 1  | 3月30日  |                            | | 増井なぎさ         | 初回生放送スペシャル。                                                                    |
| 2  | 4月6日   |                            | | 増井なぎさ         |                                                                                           |
| 3  | 4月13日  | 井上康生                   | ライター・山口高大                                                                                     | 〃                 |                                                                                           |
| 4  | 4月20日  | 井上康生                   | | 〃                 |                                                                                           |
| 5  | 4月27日  | 松田丈志                   | | 澤田南、高山かおり |                                                                                           |
| 6  | 5月4日   |                            | | 〃                 |                                                                                           |
| 7  | 5月11日  | 松田丈志                   | 謎のマガジン：薬局フリーペーパー『ヘルス・グラフィックマガジン』                                       | 澤田               |                                                                                           |
| 8  | 5月18日  | 的場浩司                   | 書籍『もしも徳川家康が総理大臣になったら』                                                             | 澤田、増井         |                                                                                           |
| 9  | 5月25日  | 的場浩司                   | 謎のマガジン：学習誌『幼稚園』付録特集                                                                 | 澤田、増井         |                                                                                           |
| 10 | 6月1日   | 関根勤                     | | 福井セリナ         |                                                                                           |
| 11 | 6月8日   | 関根勤                     | 謎のマガジン：『納豆マガジン』                                                                         | 福井、増井         |                                                                                           |
| 12 | 6月15日  | ※磯村勇斗                  | | 福井、             | ※磯村の映画のPR出演のため特別編成。本の履歴書を休止し対談や映画原作本、磯村写真集等を扱う |
| 13 | 6月22日  | ※磯村勇斗                  | 謎のマガジン：自衛隊情報誌『MAMOR』                                                                    | 福井、堀友理子     | 〃。サッカー中継のため1時間順延                                                           |
| 14 | 6月29日  | -                          | 「謎のマガジン」総集編                                                                                 | -                  |                                                                                           |
| 15 | 7月6日   | -                          | 「話題のライター」総集編                                                                               | -                  |                                                                                           |
| 16 | 7月13日  | 廣瀬俊明                   | 書籍「ゴーストライターになって年1000万円稼ぐとっておきの方法」著者・やすだあんな                       | 堀、増井           | サッカー中継のため20分間順延                                                              |
| 17 | 7月20日  | 廣瀬俊明                   | | 堀、増井           |                                                                                           |
| 18 | 7月27日  | 柴田阿弥                   | 飲食業界誌「月刊食堂」編集長・通山茂之                                                                 | 〃                 |                                                                                           |
| 19 | 8月3日   | 柴田阿弥                   | 書籍「わたしたち海でヘンタイするんです。」著者・鈴木香里武                                             | 〃                 |                                                                                           |
| 20 | 8月10日  | 西山茉希                   | 謎のマガジン：軽井沢地域情報誌「軽井沢ヴィネット」編集長・広川美愛                                     | 〃                 |                                                                                           |
| 21 | 8月17日  | 西山茉希                   | マジシャン業界団体（公社）日本奇術協会機関誌「New ワン・ツー・スリー」編集長（兼、協会会長）・ケン正木 | 〃                 |                                                                                           |
| 22 | 8月24日  | 山崎武司                   | 話題のライター：猫写真集「必死すぎる猫」著者・沖昌之                                                   | 〃                 |                                                                                           |
| 23 | 8月31日  | 山崎武司                   | 本屋さんのスペシャリテ：代官山蔦屋書店、有隣堂 Story Story Yokohama 店員                               | 〃                 |                                                                                           |
| 24 | 9月7日   | 池森秀一                   | 本屋さんのスペシャリテ：代官山蔦屋書店、有隣堂 Story Story Yokohama 店員                               | 〃                 |                                                                                           |
| 25 | 9月14日  | 池森秀一                   | 本屋さんのスペシャリテ：代官山蔦屋書店、有隣堂 Story Story Yokohama 店員                               | 〃                 |                                                                                           |
| 26 | 9月21日  | 押切もえ                   | 本屋さんのスペシャリテ：文喫店員                                                                       |                    |                                                                                           |
| 27 | 9月28日  | 押切もえ                   | 本屋さんのスペシャリテ：文喫店員                                                                       |                    |                                                                                           |
| 28 | 10月5日  | 青木愛                     | 雑誌「Mono Max」付録特集                                                                               |                    |                                                                                           |
| 29 | 10月12日 | 青木愛                     | 雑誌「Mono Master」、本屋さんのスペシャリテ：文喫店員                                                  |                    |                                                                                           |
| 30 | 10月19日 | 山本昌                     | 本屋さんのスペシャリテ：有隣堂 Story Story Yokohama店員                                                |                    |                                                                                           |
| 31 | 10月26日 | 山本昌                     | 本屋さんのスペシャリテ：有隣堂 Story Story Yokohama店員                                                |                    |                                                                                           |
| 32 | 11月2日  | 北澤豪                     | 本屋さんのスペシャリテ：旅行関連本の専門書店「旅の本屋のまど」店長                                     | 増井               | 今回よりT-1スタジオで収録                                                                 |
| 33 | 11月9日  | 北澤豪                     | 本屋さんのスペシャリテ：旅行関連本の専門書店「旅の本屋のまど」店長                                     | 増井               |                                                                                           |
| 34 | 11月16日 | 永井大（前編）             | BOOKトピック：書籍「天下無双の大人の雑学」、話題のライター：書籍「アイディアの育て方」著者・小沼敏郎   | 〃                 |                                                                                           |
| 35 | 11月23日 | -                          | 「謎のマガジン」&「話題のライター」スペシャル（総集編）                                                | -                  |                                                                                           |
| 36 | 11月30日 | 永井大（後編）             | | 増井               |                                                                                           |
| 37 | 12月7日  | 岩崎恭子                   | | 〃                 |                                                                                           |
| 38 | 12月14日 | 岩崎恭子                   | | 〃                 |                                                                                           |
| 39 | 12月21日 | 綾小路翔（氣志團）（前編） | | 〃                 |                                                                                           |
| 40 | 12月28日 | -                          | アスリートゲストのトーク総集編                                                                         | -                  |                                                                                           |

#### 2023年
| 回 | 放送日  | メインゲスト                   | 特集コーナー | アシスタント | 備考                           |
| -- | ------- | ------------------------------ | --- | --- | ------------------------------ |
| 41 | 1月4日  | 辻秀一                         | 特別企画：書籍「スラムダンク勝利学」特集（辻） 本屋さんのスペシャリテ：2022年のおすすめ本特集（文喫/有隣堂Story Story Yokohama店員） | | 23:00までの新春2時間スペシャル |
| 42 | 1月11日 | 綾小路翔（後編）               | 本屋さんのスペシャリテ：前週の続き | |                                |
| 43 | 1月18日 | 上村愛子                       | | 一部、綾小路翔回の続き |                                |
| 44 | 1月25日 | 上村愛子                       | | |                                |
| 45 | 2月1日  | 高橋尚子                       | 本屋さんのスペシャリテ：宝島社「リンネル」編集者 | |                                |
| 46 | 2月8日  | 高橋尚子                       | | |                                |
| 47 | 2月15日 | マーク・パンサー               | | |                                |
| 48 | 2月22日 | マーク・パンサー               | 「体を冷やせば健康になる」著者：南雲吉則（#49も出演） | |                                |
| 49 | 3月1日  | 山崎直子                       | 本屋さんのスペシャリテ：KADOKAWA編集者・土屋美和子（レシピ本特集） | |                                |
| 50 | 3月8日  | 山崎直子                       | 本屋さんのスペシャリテ：KADOKAWA編集者・土屋美和子（レシピ本特集） | |                                |
| 51 | 3月15日 | 内村航平                       | 話題のライター：「クソデカ溜息をついている陰キャだけど、案外楽しく生きていけてる」著者・かっつー | 特集コーナーのみT-2スタジオで収録 |                                |
| 52 | 3月22日 | 内村航平                       | BOOKトピック：『雑学クイズ「アレの名前を言えますか?」』 | 〃 |                                |
| -  | 3月29日 | 磯貝初奈                       | 特別編『福澤朗の東京であそぶ。』 | 1月1日放送『パネルクイズ アタック25 Next お正月芸能人大会』で優勝した福澤・磯貝ペアへの副賞として製作された特別番組。 ロケ地：テーマパーク「スモールワールズ」 |                                |
| 53 | 4月5日  | （辻秀一）                     | （「スラムダンク勝利学」特集） | 1月4日の新春スペシャルをリピート放送 |                                |
| 54 | 4月12日 | ガチャピン                     | 本屋さんのスペシャリテ：不動産情報誌特集 | |                                |
| 55 | 4月19日 | ガチャピン                     | BOOKトピック：やまぐちかおり著『数え方図鑑 身近なモノを何でも数えてみたくなる！』、浅井建爾『日本の道・道路がわかる雑学』 | |                                |
| 56 | 4月26日 | 岡田有香（産婦人科医）、保田圭 | 特別編「福澤朗の本から学ぶ」：妊活専門誌「Jineko」特集（保田・岡田） BOOKトピック：浅井建爾著「日本の駅名 おもしろ雑学」 | |                                |
| 57 | 5月3日  | 川﨑宗則                       | 話題のライター：川崎フロンターレ特集『愛されて、勝つ 川崎フロンターレ「365日まちクラブ」の作り方』著者・原田大輔（スポーツライター）、元選手・中村憲剛 | ゴールデンウィーク特別企画「KAWASAKI祭」と題し放送 |                                |
| 58 | 5月10日 | 川﨑宗則                       | 話題のライター：川崎フロンターレ特集『愛されて、勝つ 川崎フロンターレ「365日まちクラブ」の作り方』著者・原田大輔（スポーツライター）、元選手・中村憲剛 | ゴールデンウィーク特別企画「KAWASAKI祭」と題し放送 |                                |
| 59 | 5月17日 | 飯島直子                       | 話題のライター：小西マサテル（「名探偵のままでいて」著者） | |                                |
| 60 | 5月24日 | 飯島直子                       | BOOKトピック①：「そうだったのか!給食クイズ100③」 BOOKトピック②：「都道府県のクイズ図鑑」 | |                                |
| 61 | 5月31日 |                                | KADOKAWAの〝少女向け少年漫画誌〟「コミックジーン」「コミックブリッジ」特集 | |                                |
| 62 | 6月7日  | （原田大輔、中村憲剛）         | （#57・58の話題のライター（川崎フロンターレ特集）をリピート放送） | サッカー中継のため30分間順延 |                                |
| 63 | 6月14日 |                                | 話題のライター：玉利かおる（「失敗しないオンラインでの伝え方」著者） BOOKトピック①：「世の中は奇跡であふれている 前向きになれる確率の話」（鳥越規央 著） BOOKトピック②：「会話に花が咲く クイズ昭和物語」（安部満 著）                                                   | T-2スタジオで収録 |                                |
| 64 | 6月21日 |                                | 本谷さんのスペシャリテ：青春出版社編集者（松村剛志「仕事も人生もうまくいく 【図解】9マス思考 マンダラチャート」特集） BOOKトピック①：「高すぎ?安すぎ?モノの値段辞典」（文：大澤裕司・絵：死後くん BOOKトピック②：ためして!ウラ技大全 ふしぎ!なんで?学べるライフハック200 | |                                |
| 65 | 6月28日 |                                | BOOKトピック：ベストセレクション（過去に特集した本を再び取り上げ、新たに厳選した問題20問をジャンル別で出題） | 最終回 |                                |